# Línea 17 (Paraná)
Línea 17 es una línea de transporte urbano de pasajeros de la ciudad de Paraná, Argentina. El servicio es operado por Buses Paraná U.T.E. (ERSA Urbano/Transporte Mariano Moreno S.R.L.). Esta línea es la única de la ciudad que no va hacia el centro, es una línea inter/suburbana y pertenece al Grupo Metropolitano. 
Dejó de operar en marzo de 2020 por falta de pasajeros debido a la Pandemia de COVID-19, en 2021 volvió a prestar servicio. Anteriormente se la denominaba "Línea Área Metropolitana" y circulaba bajo las letras "AM"', partir del 1 de abril de 2021 esta línea pasó a ser línea 17.

## Recorrido

### Ramal Único:Oro Verde-Paraná-San Benito-Colonia Avellaneda
Ida: Desde Ciudad Universitaria, Ruta Prov. 11, Av. Int. del Castillo, Ruta Prov. 11, Los Cedros, Av. Los Cisnes (Oro Verde), Av. Pedro Zanni, Av. Jorge Newbery (Paraná), Av. Friuli, Av. Guido Marizza (San Benito), Ruta Nac. 12, General San Martín, Av. Teniente Giménez, Av. Carlos Patat, Convención Constituyente hasta Santos Tala (Colonia Avellaneda).
Vuelta: Desde Santos Tala y Convención Constituyente, Convención Constituyente, Av. Carlos Patat, Av. Teniente Giménez, Miguel Yáñez Martín, Ruta Nac. 12 (Colonia Avellaneda), Av. Guido Marizza, Av. Friuli (San Benito), Av. Jorge Newbery, Av. Pedro Zanni (Paraná), Av. Los Cisnes, Los Cedros, Ruta Prov. 11, Av. Int. del Castillo, Ruta Prov. 11 hasta Ciudad Universitaria (Oro Verde).
- Longitud: 38,6km

### Flota
A septiembre de 2023, solo una unidad cubre el recorrido, el coche titular es:
- Interno 5260: Carrocería Nuovobus, Chasis/Motor Mercedes-Benz O500U (Piso Semibajo - Mod. 2011).

## Puntos de Interés dentro del recorrido
- Colonia Avellaneda
  - Barrio 400 Viviendas (Viejas y nuevas)
  - Barrio 200 Viviendas (Viejas y nuevas)
  - Plaza San Martín
  - Centro de Salud
  - Comisaría
  - Municipalidad
  - Centro de distribución de cadena de Supermercados Día
  - Barrio La Loma
  - Área Empresarial Alto Avellaneda
  - Thin Compact S.A.
- San Benito
  - Av. Guido Marizza y Ruta Nacional 12
  - Av. Guido Marizza y Av. Friuli
  - Honorable Consejo Deliberante
  - Comisaría
  - Barrio Jardines
- Paraná
  - Base Aérea Militar
  - Escuela de Educación Técnica N° 3 "Tte. Luis C. Candelaria"
  - Av. Jorge Newbery y Salvador Caputto
  - Av. Jorge Newbery y Av. Pedro Zanni
  - Barrio Capibá
- Oro Verde
  - Barrio El Triangular
  - Frigorífico
  - Ciudad Universitaria (Oro Verde)

## Paradas
Horarios actualizados a febrero de 2024, Paradas actualizadas a enero de 2025
IDA:
- 01 - Ruta Provincial 11 - Facultad de Ciencia y Tecnología - UADER (Oro Verde)
- 02 - Ruta Provincial 11, frente Facultad de Ciencias Agropecuarias - UNER
- 03 - Ruta Provincial 11 y Avda. Los Laureles
- 04 - Avda. Intendente Del Castillo y Los Sauces
- 05 - Avda. Intendente Del Castillo y Los Jacarandaes
- 06 - Ruta Provincial 11 entre Avda. Los Chañares y Avda. Los Eucaliptos
- 07 - Ruta Provincial 11 y Los Talas
- 08 - Ruta Provincial 11 y Los Gomeros
- 09 - Ruta Provincial 11 y Los Cedros
- 10 - Los Cedros y Avda. Los Cisnes
- 11 - Avda. Los Cisnes y Las Petunias
- 12 - Avda. Los Cisnes y Las Rosas (salida de ORO VERDE)
- 13 - Avda. Zanni y Lisandro de la Torre (ingreso a PARANÁ)
- 14 - Avda. Zanni y Calle 924
- 15 - Avda. Zanni y Ricardo Balbín
- 16 - Avda. Zanni y Manuel Vercelli
- 17 - Avda. Zanni y Reforma Universitaria de 1918
- 18 - Avda. Zanni y Menecler de López
- 19 - Avda. Zanni y Avda. Newbery (Estadio Club Argentino Juniors)
- 20 - Avda. Newbery entre Avda. Zanni y Leonidas Acosta
- 21 - Avda. Newbery y Ángel A. Vivanco
- 22 - Avda. Newbery y Gdor. Faustino Parera
- 23 - Avda. Newbery altura 2300
- 24 - Avda. Newbery y Gdor. Enrique Mihura
- 25 - Avda. Newbery entre Gonzalo de Berceo y Martínez Howard (Escuela N°22 "Jorge Newbery")
- 26 - Avda. Newbery y Salvador Caputto
- 27 - Avda. Newbery y Soldado Aeronáutico Mario Luna
- 28 - Avda. Newbery y Soldado Bordón
- 29 - Avda. Newbery y Calle 1613
- 30 - Avda. Newbery y Pedro Martínez
- 31 - Avda. Newbery altura 3800 (Casino de Oficiales - F.A.A.)
- 32 - Avda. Newbery y Antonio Bonell (Predio "La Capillita" - Club A. Patronato)
- 33 - Avda. Newbery y Calle 813
- 34 - Avda. Newbery entre Antonio Salellas y Ruta Nacional 12 (Estación de Servicios "YPF")
- 35 - Avda. Newbery y José Ubach y Roca (salida de PARANÁ)
- 36 - Avda. Friuli y Calle 812 (ingreso a SAN BENITO)
- 37 - Avda. Friuli y Avda. Belgrano
- 38 - Avda. Friuli y Francisco Ramírez
- 39 - Avda. Friuli y Garabasso
- 40 - Avda. Friuli y Avda. Marizza
- 41 - Avda. Marizza y 25 de Mayo
- 42 - Avda. Marizza y Bvard. Basavilbasso
- 43 - Avda. Marizza y 2 de Abril
- 44 - Avda. Marizza y Buenos Aires
- 45 - Avda. Marizza y Bvard. Crespo
- 46 - Avda. Marizza y Quirós
- 47 - Avda. Marizza y Avda. Paraná
- 48 - Avda. Marizza y Concordia
- 49 - Ruta Nacional 12 y Gdor. Ferré
- 50 - Ruta Nacional 12 y Seguí
- 51 - Ruta Nacional 12 y Nogoyá
- 52 - Ruta Nacional 12 y Avda. Uruguay (salida de SAN BENITO)
- 53 - Avda. San Martín y Gral. Belgrano (ingreso a COLONIA AVELLANEDA)
- 54 - Avda. San Martín y Marcelino Román
- 55 - Avda. San Martín y Teniente Giménez
- 56 - Teniente Giménez y Miguel Yañez Martin
- 57 - Teniente Giménez y Pte. Perón
- 58 - Teniente Giménez y Malvinas
- 59 - Avda. Gral. Francisco Ramírez y Avda. Montorfano
- 60 - Avda. Gral. Francisco Ramírez y Ciudad de Paraná
- 61 - Avda. Gral. Francisco Ramírez y Convención Constituyente
- 62 - Convención Constituyente y Santos Tala - Colonia Avellaneda

VUELTA:
- 01 - Convención Constituyente y Malvinas  (Colonia Avellaneda)
- 02 - Convención Constituyente y Avda. Gral. Francisco Ramírez
- 03 - Avda. Gral. Francisco Ramírez y René Favaloro
- 04 - Avda. Gral. Francisco Ramírez y Mariano Moreno
- 05 - Teniente Giménez y Malvinas
- 06 - Teniente Giménez y Pte. Perón
- 07 - Teniente Giménez y Miguel Yañez Martin
- 08 - Miguel Yañez Martin y Arturo Jauretche
- 09 - Miguel Yañez Martin y Marcelino Román
- 10 - Miguel Yañez Martin y Juan Manuel de Rosas
- 11 - Ruta Nacional 12 entre Avda. San Martín y Miguel Yañez Martin
- 12 - Ruta Nacional 12 y Avda. San Martín
- 13 - Ruta Nacional 12 y El Recado
- 14 - Ruta Nacional 12 y Seguí (salida de COLONIA AVELLANEDA)
- 15 - Avda. Marizza entre Ruta Nacional 12 y La Paz (ingreso a SAN BENITO)
- 16 - Avda. Marizza y Concordia
- 17 - Avda. Marizza y Avda. Paraná
- 18 - Avda. Marizza y Quirós
- 19 - Avda. Marizza y Bvard. Crespo
- 20 - Avda. Marizza y Buenos Aires
- 21 - Avda. Marizza y 2 de Abril
- 22 - Avda. Marizza y Bvard. Basavilbasso
- 23 - Avda. Marizza y 25 de Mayo
- 24 - Avda. Marizza y Avda. Friuli
- 25 - Avda. Friuli y Malvinas
- 26 - Avda. Friuli y Bernardino Rivadavia
- 27 - Avda. Friuli pasando Avda. San Martín (Comisaría P.E.R. - San Benito)
- 28 - Avda. Friuli y Avda. Belgrano
- 29 - Avda. Friuli y Calle 812 (salida de SAN BENITO)
- 30 - Avda. Newbery y José Ubach y Roca (ingreso a PARANÁ)
- 31 - Avda. Newbery y Antonio Salellas (Estación de Servicios "YPF")
- 32 - Avda. Newbery y Calle 813
- 33 - Avda. Newbery y Antonio Bonell (Predio "La Capillita" - Club A. Patronato)
- 34 - Avda. Newbery altura 3800 (Casino de Oficiales - F.A.A.)
- 35 - Avda. Newbery y Pedro Martínez
- 36 - Avda. Newbery y Calle 1613
- 37 - Avda. Newbery y Soldado Bordón
- 38 - Avda. Newbery y 2 de Abril
- 39 - Avda. Newbery entre A. Martínez Howard y Salvador Caputto
- 40 - Avda. Newbery y Gonzalo de Berceo
- 41 - Avda. Newbery y Gdor. Enrique Mihura
- 42 - Avda. Newbery entre Marcos Destri y José Arévalo
- 43 - Avda. Newbery y Gdor. Faustino Parera
- 44 - Avda. Newbery y Prof. Demonte Vitale
- 45 - Avda. Zanni entre Avda. Newbery y Dr. Solari (Estadio Club Argentino Juniors)
- 46 - Avda. Zanni y Calle 1602
- 47 - Avda. Zanni y Crisólogo Larralde
- 48 - Avda. Zanni y Calle 1668
- 49 - Avda. Zanni y Ricardo Balbín
- 50 - Avda. Zanni y Calle 924
- 51 - Avda. Zanni y Lisandro de la Torre (salida de PARANÁ)
- 52 - Avda. Los Cisnes y Las Rosas (ingreso a ORO VERDE)
- 53 - Avda. Los Cisnes y Las Petunias
- 54 - Avda. Los Cisnes y Los Cedros
- 55 - Los Cedros y Los Zorzales
- 56 - Ruta Provincial 11 y Los Gomeros
- 57 - Ruta Provincial 11 y Los Talas
- 58 - Avda. Intendente Del Castillo y Avda. Los Chañares
- 59 - Avda. Intendente Del Castillo y Los Jacarandaes
- 60 - Avda. Intendente Del Castillo y Los Sauces
- 61 - Avda. Intendente Del Castillo y Avda. Laureles
- 62 - Ruta Provincial 11, frente Facultad de Ciencias Agropecuarias - UNER
- 63 - Ruta Provincial 11, frente Facultad de Ingeniería - UNER
- 64 - Ruta Provincial 11 - Facultad de Ciencia y Tecnología - UADER (Oro Verde)